# Voortekening
De voortekening in de muzieknotatie geeft aan welke stamtonen systematisch zijn verhoogd of verlaagd. De voortekening bestaat uit 'vaste' voortekens. Vaste voortekens gelden ook voor alle noten die een of meer octaven hoger of lager liggen. In de voortekening staan of alleen kruisen, of alleen mollen, en soms staat er niets. Een groter aantal dan zeven vaste voortekens komt zelden voor. De voortekening staat direct na de muzieksleutel en voor de eventuele maatsoort op de eerste balk. Ook als de sleutel op de verdere balken is weggelaten, wordt de voortekening wel op elke balk genoteerd.
Als een voorteken (ook wel wijzigingsteken genoemd) direct voor een noot staat in plaats van direct na de muzieksleutel, dan is het een toevallig voorteken. Het geldt voor de noot waarvoor het toevallige voorteken staat en eventuele volgende gelijke noten binnen dezelfde maat.

## Voorbeelden
Als de toonsoort van een muziekstuk G-groot is, moeten alle stamtonen f verhoogd worden tot fis. In plaats van voor elke f een kruis te plaatsen, wordt aan het begin van de balk, na de vioolsleutel, als voorteken eenmalig een kruis geplaatst op (door) de bovenste lijn van de notenbalk. Dat kruis geldt voor elke voorkomende f. Soortgelijk wordt een mol genoteerd op de middelste lijn vlak na de vioolsleutel om aan te geven dat het stuk in d-klein staat en alle b's tot bes verlaagd moeten worden.
Vooraan de balk van de bovenstaande figuur staan twee kruisen in de voortekening. Dat betekent dat het stuk in D-groot staat en de tonen f en c verhoogd zijn tot fis en cis.

## Voortekening en toonsoorten
De voortekening en toonsoort hebben een sterke relatie. Bij elke toonsoort hoort een bepaalde voortekening, bij A-groot en Fis-klein zijn dat drie kruisen. In de tabel hieronder staat een overzicht van toonsoorten en hun voortekening.
| aantal kruisen | verhoogde tonen | toonsoorten |   | aantal mollen | verlaagde tonen | toonsoorten |
| -------------- | --------------- | ----------- | - | ------------- | --------------- | ----------- |
| geen           |                 | C, a        |   |               |                 |             |
| 1              | f               | G, e        | 1 | b             | F, d            |             |
| 2              | f c             | D, b        | 2 | b e           | Bes, g          |             |
| 3              | f c g           | A, fis      | 3 | b e a         | Es, c           |             |
| 4              | f c g d         | E, cis      | 4 | b e a d       | As, f           |             |
| 5              | f c g d a       | B, gis      | 5 | b e a d g     | Des, bes        |             |
| 6              | f c g d a e     | Fis, dis    | 6 | b e a d g c   | Ges, es         |             |
| 7              | f c g d a e b   | Cis, ais    | 7 | b e a d g c f | Ces, as         |             |

Meerdere kruisen of mollen in de voortekening staan altijd in dezelfde volgorde als in de tabel.
Muziek met 7 voortekens kan enharmonisch getranscribeerd worden naar 5 voortekens, bijvoorbeeld van Cis naar Des.

## Nieuwe notenbalk
Aan het begin van elke notenbalk van een muziekstuk schrijft men opnieuw de sleutel en de voortekening. De maatsoort wordt alleen vermeld bij de eerste notenbalk en als de maat in de loop van het muziekstuk verandert.

## Andere sleutel
Wordt ergens in de notenbalk de sleutel veranderd, dan worden er niet opnieuw voortekens geplaatst. Bijvoorbeeld: een notenbalk begint met een vioolsleutel en een mol, dus die mol staat op de middelste lijn. Staat er halverwege de notenbalk een bassleutel, dan weet de musicus dat de mol nu op de tweede lijn van onder moet worden gedacht.

## Wijziging van voortekening
Vaak komt het voor dat de voortekening in de loop van een muziekstuk verandert, bij een overgang naar een nieuwe toonsoort. In dat geval vermeldt men alle voortekens die vanaf dat moment gelden. Daarvóór komen herstellingstekens voor de voortekens die niet meer van toepassing zijn.
Bijvoorbeeld:
- van twee kruisen (f, c) naar drie kruisen (f, c, g): vermeld de drie kruisen op f, c en g
- van drie kruisen (f, c, g) naar twee kruisen (f, c): vermeld een herstellingsteken op g en kruisen op f en c